# Kościół poewangelicki w Nowym Stawie
Kościół poewangelicki w Nowym Stawie – dawna świątynia protestancka, znajdująca się w Nowym Stawie w województwie pomorskim.

## Historia
Kościół został wybudowany na miejscu spalonego w 1802 ratusza miejskiego w latach 1803-1804. Budowla reprezentuje styl neogotycki. W 1863 do kościoła została dobudowana wieża o wysokości 50 metrów, wybudowana planie ośmiokąta i zwieńczona spiczastym hełmem. Ze względu na swój kształt jest nazywana „ołówkiem”. Do 1945 budowla służyła celom religijnym. Następnie ulegała stopniowej degradacji (urządzono w niej magazyn i m.in. sklep meblowy). Później władze samorządowe przejęły kościół od parafii rzymskokatolickiej na 30 lat w użyczenie i w latach 2010-2012 wyremontowały świątynię. Koszt remontu wyniósł 6 milionów złotych, w tym 4 miliony gmina pozyskała od Unii Europejskiej. Prace konserwatorskie były wykonywane według projektu Dariusza Chmielewskiego, obecnie pomorskiego konserwatora zabytków. W czasie remontu odkryto pozostałości wspomnianego wyżej ratusza, które zostały wyeksponowane pod szklaną posadzką. Obecnie w kościele mieści się Galeria Żuławska.